# Mica (Mureș)
Mica (Hongaars: Mikefalva, Duits: Nickelsdorf) is een comună in het district Mureş, Transsylvanië, Roemenië. Het is opgebouwd uit zeven dorpen, namelijk:
- Abuş (Hongaars: Abosfalva; Duits: Abtsdorf)
- Căpâlna de Sus
- Ceuaş
- Deaj
- Hărănglab (Hongaars: Harangláb)
- Mica (Hongaars: Mikefalva, Duits: Nickelsdorf)
- Şomoştelnic

De gemeente maakt deel uit van de etnografische regio Küküllőszög.

## Geschiedenis
Mica maakte deel uit van de regio Szeklerland van de historische provincie Transsylvanië. Het behoorde tot in 1918 tot het Maros-Torda Comitaat van Koninkrijk Hongarije. Het werd een deel van Roemenië na het Verdrag van Trianon uit 1920.

## Dorpen

### Abuş
Abuş (Hongaars: Abosfalva; Duits: Abtsdorf) ligt op zo'n 9 km van de stad Târnăveni, op de districtweg DJ 142, en aan de spoorweg Blaj-Târnăveni-Praid. Het dorp werd voor het eerst vermeld in een document uit 1361 onder de naam Obusfaolua, niet veel verschillend van de huidige Hongaarse naam. In 1910 woonden er zo'n 460 mensen, en er woonden volgens de volkstelling nog 358 mensen in 1992.